# Ломакин, Николай Иванович
Никола́й Ива́нович Лома́кин (28 сентября 1890 года, Калуга — 30 марта 1965 года, Ленинград) — протоиерей, почётный настоятель Санкт-Петербургского Серафимовского храма, во время блокады Ленинграда — благочинный церквей Ленинградской области и города Ленинграда. После войны выступал свидетелем на Нюрнбергском процессе.

## Биография
- Родился 28 сентября 1890 года в городе Калуге в семье священника.
- В 1905 году Николай Ломакин закончил Калужском духовном училище. Он сделал это по II разряду, попав в число первых 14 учеников.
- В 1911 году — он также завершил обучение в Калужской духовной семинарии, также в числе первых по результатам учеников.
- В 1911—1912 годах — работал в 2-х классной образцовой школе поселения Рождество Боровского уезда Калужской губернии.
- С 1912 по 1916 год обучался в Петроградской духовной академии. Ломакин окончил её с учёной степенью (в структуре РПЦ) — кандидат богословия[1].
- С 11 января 1917 года — служил псаломщиком в Алексеевской церкви при Староладожском монастыре. Где и был, в этом же году, рукоположён в сан священника.
- С 11 мая 1917 по 4 февраля 1919 года — служил священником в Георгиевской церкви села Старая Ладога,.
- С 10 апреля 1919 года по 29 января 1920 года служил священником в храме Николая Чудотворца при Николаевской детской больнице в Санкт-Петербурге.
- С 6 мая 1920 года — стал настоятелем в Покровской церкви в Новой Деревне[1][2].
- В период с декабря 1922 по декабрь 1937 года служил настоятелем церкви Рождества Иоанна Крестителя, расположенной на Каменном острове.
- В 1926 году был возведён в сан протоиерея.
- С сентября 1934 по 15 сентября 1935 года — секретарь в Ленинградском епархиальном совете.
- В декабре, феврале 1937 года, марте 1938 года — настоятель в Сампсониевскомсоборе, в церкви святой Марии Магдалины на Малой Охте.
- С марта 1938 по май 1938 года находился в обновленческом расколе и был настоятелем Андреевского собора. Подал заявление «о снятии с учёта как священника ввиду решения перейти на гражданскую службу»[3], но вместо этого в августе 1938 года воссоединился с Московской патриархией.
- С августа 1938 года — помощник настоятеля Николо-Богоявленского собора.
- С марта 1939 и последующие годы служил также в Никольской церкви на Большой Охте и Князь-Владимирском соборе.
- В период Великой Отечественной войны находился в Ленинграде, исполнял обязанности благочинного церквей Ленинградской области. В феврале и до июля 1942 года был настоятелем Князь-Владимирского собора. С 29 июня 1942 года служил в Николо-Богоявленском соборе.
- С ноября 1945 по 1 июня 1946 года был заведующим Богословско-пастырских курсов в Ленинграде, совмещая эту работу со службой в Князь-Владимирском соборе (1945 год). Его деятельность на этом посту митрополит Григорий (Чуков) оценивал крайне негативно: «Человек без энергии и без инициативы, тупой ...Заботится лишь о том, чтобы освободиться от чреды в соборе, да чтобы носить звание ректора, а не заведующего ...не знает элементарных вещей  в смысле ведения учебно-хозяйственного дела...»[4]
- В Фонд обороны страны внёс личный вклад на военные нужды, передав в июне 1941 года в качестве пожертвований кольцо с бриллиантами, деньги в сумме двадцати четырёх тысяч рублей и золотой крест[5].

## Нюрнбергский процесс
В 1945—1946 годах Ломакин выступал в качестве представителя митрополита Ленинградского Григория (Чукова) в составе Ленинградской областной чрезвычайной комиссии по установлению злодеяний немецких захватчиков. Выступал на Нюрнбергском процессе как свидетель, который, по его собственным словам, «пережил всю блокаду города и сам умирал с голоду, и сам пережил все ужасы непрерывных налётов немецкой авиации». В своих свидетельских показаниях он сообщил, среди прочего, Трибуналу, что во время блокады, что вокруг Никольской церкви Большеохтинского кладбища можно было в течение целого дня видеть груду гробов — 100, 200 гробов, над которыми совершал отпевание священник, а также о разрушении немцами храмов в Ленинграде и на оккупированных территориях.

## Послевоенные годы
С 1 мая 1947 по 14 февраля 1948 года — Ломакин служил настоятелем ленинградского Троицкого храма «Кулич и Пасха». В декабре 1947 года был допрошен в качестве свидетеля на Новгородском судебном процессе (Ломакин в качестве члена Чрезвычайной государственной комиссии осматривал храмы Новгорода в феврале — марте 1944 года). С 14 февраля 1948 года — настоятелем храма Серафима Саровского на Серафимовском кладбище. С 29 декабря 1958 года стал почётным настоятелем.
В ноябре 1955 года входил в состав епархиального совета, участвовал в комиссии по организации похорон Григория (Чукова).
В 1960 году вышел на пенсию. Скончался через пять лет, 30 марта 1965 года в Ленинграде. Погребён на Серафимовском кладбище.

## Награды
В октябре 1943 года впервые почти за все годы советской власти Президиум Верховного Совета СССР наградил представителей духовенства. Двенадцать ленинградских священнослужителей получили медаль «За оборону Ленинграда». Среди награждённых был протоиерей Николай Иванович Ломакин.

## Статьи
- «Немецкие зверства в городе Старый Петергоф близ Ленинграда». Журнал Московской Патриархии, 1943, № 2, с. 40-41[13].
- «За оборону Ленинграда — за нашу Советскую Родину (из церковных воспоминаний)». Журнал Московской Патриархии, 1945, № 4, с. 26-29.
- «За оборону Ленинграда — за нашу Советскую Родину (из церковных воспоминаний)». Журнал Московской Патриархии, 1975, № 7, 9-10[14].